# Microsoft Message Queuing
| Message Queuing | Message Queuing                                      |
| --------------- | ---------------------------------------------------- |
| Familie:        | Anwendungsprotokoll                                  |
| Einsatzgebiet:  | Message Queues                                       |
| Ports:          | TCP: 1801 RPC: 135, 2101, 2103, 2105 UDP: 3527, 1801 |

Microsoft Message Queuing (MSMQ) ist ein Netzwerkprotokoll auf Anwendungsschicht von Microsoft, welches Nachrichten-Warteschlangen (Message Queues) zur Verfügung stellt. Unter Windows wird es vom Microsoft Message Queue Server bereitgestellt.
MSMQ wird in Software-Anwendungen in serviceorientierten Architekturen eingesetzt. MSMQ kann über die Win32-API, das COM, das .NET-Framework bis zur Version 4.8 und von der Windows Communication Foundation (WCF) verwendet werden. Eine garantierte Zustellung kann durch den Distributed Transaction Coordinator (DTC) bereitgestellt werden.

## Versionen
| Version        | Betriebssystem                                                                    | Features |
| -------------- | --------------------------------------------------------------------------------- | --- |
| 1.0 (Mai 1997) | unterstützt Windows 95, Windows NT 4.0 SP3, Windows 98 und Windows ME             | - Bereitstellung von Message Queues über die Win32-API, sowie eingeschränkt über COM |
| 2.0            | in Windows 2000 enthalten                                                         | - Support zur Registrierung Öffentlicher Message Queues in Active Directory - 128-Bit Verschlüsselung und Unterstützung für Digitale Zertifikate - COM-Support für Message-Properties                                                    |
| 3.0            | in Windows XP Professional und Windows Server 2003 enthalten                      | - Internet Messaging (Support für HTTP, SOAP, IIS) - Queue-Aliase - Message-Multicasting - Unterstützung von programmatischer Verwaltung und Administration von Queues und MSMQ-Server.                                                  |
| 4.0            | in Windows Vista und Windows Server 2008 enthalten                                | - Subqueues - Verbesserte Unterstützung für „Poison Messages“ (Nachrichten, welche vom Empfänger wiederholt nicht erfolgreich verarbeitet werden können) - Unterstützung von transaktionaler Übermittlung von Messages für Remote-Queues |
| 5.0            | in Windows 7, Windows 8, Windows Server 2008 R2 und Windows Server 2012 enthalten | - Unterstützung für den SHA-2 und alle von Windows 2008 R2 unterstützen Verschlüsselungsalgorithmen - Schwache Verschlüsselungsalgorithmen standardmäßig deaktiviert                                                                     |